# Ljudmila Putina
Ljudmila Aleksandrovna Putina rođena Škrebnjeva (ruski: Людмила Александровна Путина, Kalinjingrad, 6. siječnja 1958.) je bivša supruga ruskoga predsjednika Vladimira Putina.
Ljudmila Škrebnjeva rođena je u Kalinjingradu u Sovjetskom Savezu. Studirala je jezike. Godine 1986. diplomirala je španjolski jezik i filologiju na Katedri za filologiju Državnog sveučilišta u Petrogradu.

## Brak i razvod
Upoznala je Vladimira Putina u Petrogradu. Par se vjenčao 28. srpnja 1983. godine. U braku su dobili dvije kćeri: Mariju (rođena 1985.) i Jekaterinu (Katja) (rođena 1986. godine u Dresdenu, tada Istočna Njemačka). Pohađale su njemačku školu u Moskvi (njem. Deutsche Schule Moskau) dok još Putin nije bio imenovan za premijera 1999. godine. Njihove fotografije nikada nisu objavljene od strane ruskih medija i nikada nije bio objavljen obiteljski portret.
Dana 6. lipnja 2013. objavljeno je da se par razveo uz obostranu suglasnost.